# Pristimantis spilogaster
Espèce
Synonymes
- Eleutherodactylus spilogaster Lynch, 1984

Statut de conservation UICN

 CR  : 
En danger critique
Pristimantis spilogaster est une espèce d'amphibiens de la famille des Craugastoridae.

## Répartition
Cette espèce est endémique du département de Santander en Colombie. Elle se rencontre dans la municipalité de Gámbita entre 2 200 et 2 400 m d'altitude sur le versant Ouest de la cordillère Orientale.

## Publication originale
- Lynch, 1984 : New frogs (Leptodactylidae: Eleutherodactylus) from cloud forest of northern Cordillera Oriental, Colombia. Contributions in Biology and Geology, Milwaukee Public Museum, vol. 60, p. 1-19.